# 楽天ブックスネットワーク
楽天ブックスネットワーク株式会社（らくてんブックスネットワーク）は、東京都文京区小石川に本社を置く、出版取次（書籍卸売業）を営む日本の企業。出版取次業の大阪屋と栗田出版販売を源流とする株式会社大阪屋栗田が楽天の子会社になり、2019年（令和元年）11月に現社名に変更した。

## 概要
出版取次業の全国売上規模で、日本出版販売（日販）、トーハンに次いで全国3位。
2015年（平成27年）6月に出版取次業全国売上規模4位（当時）の栗田出版販売が経営破綻したが、出版取次業全国売上規模3位（当時）の大阪屋が出版共同流通と連携して再生支援を表明し、同年10月に栗田出版販売の事業を承継する子会社として株式会社栗田を設立した。
2016年（平成28年）2月に株式会社栗田が、栗田出版販売（旧栗田）の出版物、CD、DVD等の取次事業に関する権利義務の一部を吸収分割で承継し、同時に商号を変更して栗田出版販売株式会社（新栗田） を設立した。同年4月1日に栗田出版販売（新栗田）を存続会社として大阪屋を吸収合併し、大阪屋の権利義務全部を承継して株式会社大阪屋栗田（通称：OaK出版流通、英文社名：Oak Co., Ltd.）を設立した。
2018年（平成30年）5月25日、主要株主の6社（楽天、KADOKAWA、講談社、集英社、小学館、大日本印刷）に対し第三者割当増資を行い、楽天の子会社となった。
2019年（令和元年）11月1日、商号を現社名の楽天ブックスネットワーク株式会社へ変更した。

## 沿革
- 2015年（平成27年）10月 - 大阪屋が100パーセント出資する株式会社栗田を設立する[5]。
- 2016年（平成28年）
  - 2月1日 - 株式会社栗田が栗田出版販売（旧栗田）の取次事業を承継し、商号を栗田出版販売（新栗田）に変更する。
  - 3月 - 日本出版販売株式会社と新刊物流業務の協業を開始する[10]。
  - 4月1日 - 栗田出版販売（新栗田）が大阪屋を吸収合併し、株式会社大阪屋栗田（OaK出版流通）を設立する。
  - 6月13日 - 大阪本社を大阪府大阪市福島区鷺洲1-11-19 大阪福島セントラルビルへ移転[11]。
- 2017年（平成29年）
  - 6月1日 - 子会社の株式会社大阪屋ロジスティクスを吸収合併する[12]。
  - 7月1日 - 子会社の株式会社大阪屋物流を吸収合併する[13]。
- 2018年（平成30年）5月25日 - 主要株主の6社に対し第三者割当増資を行い、楽天の子会社となる[8]。
- 2019年（令和元年）
  - 8月30日 - 静岡支店を閉鎖[14]。
  - 11月1日 - 商号を楽天ブックスネットワーク株式会社へ変更[3]。
- 2021年（令和3年）
  - 3月29日 - 大阪オフィス（旧大阪本社）を関西流通センターと同拠点に移転[15]。
  - 3月31日 - 子会社のリーディングスタイルが、書店のリーディングスタイルあべのを閉店する。
  - 4月4日 - 子会社のリーディングスタイルが、書店のマルノウチリーディングスタイルを閉店する。
  - 4月12日 - 登記上の本店を東京本社に移転[16]。
  - 6月1日 - 日本出版販売との協業範囲拡大を合意[17]。
  - 9月13日 - 子会社のリーディングスタイルの清算が結了する[18]。

## 決算
- 新文化通信社 ニュース特集「決算」 大阪屋栗田 および『官報』決算公告による。

| 決算期（期間）                           | 売上高        | 営業利益     | 経常利益     | 当期純利益    | 利益剰余金    | 総資産        | 備考              |
| ---------------------------------------- | ------------- | ------------ | ------------ | ------------- | ------------- | ------------- | ----------------- |
| 第2期（2016年02月1日 - 2016年9月30日）   | 417億5200万円 | △3億7900万円 | △3億9700万円 | 2億6000万円   |               |               | 変則決算（8か月） |
| 第3期（2016年10月1日 - 2017年3月31日）   | 412億3400万円 | 4億8200万円  | 4億7600万円  | △6200万円     |               |               | 変則決算（6か月） |
| 第4期（2017年04月1日 - 2018年3月31日）   | 770億3700万円 | △8億6000万円 | △7億7400万円 | △10億6200万円 | △53億1700万円 | 378億6200万円 |                   |
| 第5期（2018年04月1日 - 2019年3月31日）   | 740億3400万円 | △3億6100万円 | △2億7800万円 | △4億2200万円  | △57億3900万円 | 394億3300万円 |                   |
| 第6期（2019年04月1日 - 2020年3月31日）   | 682億5300万円 | △8億3600万円 | △7億7800万円 | △11億3600万円 | △68億7600万円 | 317億3800万円 |                   |
| 第7期（2020年04月1日 - 2020年12月31日）  | 519億9100万円 | △7億4700万円 | △7億0600万円 | △11億円       | △79億7600万円 | 338億8000万円 | 変則決算（9か月） |
| 第8期（2021年01月1日 - 2021年12月31日）  | 477億3700万円 | 2億7900万円  | 3億2800万円  | 2億4100万円   | △77億3500万円 | 189億6800万円 |                   |
| 第9期（2022年01月1日 - 2022年12月31日）  | 39億1700万円  | 1億7500万円  | 2億1600万円  | 2億9200万円   | △74億4200万円 | 224億4100万円 |                   |
| 第10期（2023年01月1日 - 2023年12月31日） | 38億7100万円  | 4億2000万円  | 4億4300万円  | 4億3400万円   | △70億0700万円 | 225億円       |                   |
| 第11期（2024年01月1日 - 2024年12月31日） | 38億0300万円  | 4億5900万円  | 4億9400万円  | 5億0900万円   | △64億9800万円 | 216億8700万円 |                   |

- 2016年4月 - 2017年3月の売上高（12か月）は802億円[28]。
- 第9期（2022年12月期）より、収益認識基準に基づき、収益認識方法を総額から純額に変更[26]。

## 拠点
- 本社（東京都文京区小石川）
- 関西オフィス/関西流通センター（兵庫県川西市）
- 関東流通センター（埼玉県川口市）
- 茨木流通センター（大阪府茨木市）
- 教科書センター（大阪府豊中市）